# 茅ヶ崎ありす
茅ヶ崎 ありす（ちがさき ありす、1987年3月3日 - ）は、日本のAV女優。現在は、百合川 さら（ゆりかわ さら、1989年6月6日 - ）の名前で活動している。エクセリアプロモーション所属。

## 略歴・人物
東京都出身。2007年にAVデビュー。当時の所属事務所はALIVE。
2013年に一旦引退するも、2014年に「百合川さら」に改名して復帰（この際、プロフィール上の生年月日も変更している）。所属事務所はVANQUISHを経て、2017年からはエクセリアプロモーションに所属している。
愛犬は「チョッパー」。犬種はプーチー。
愛犬と多く時間を過ごすために始めたゲームが趣味。
絵を描くことが好きで、腕前はかなり高い。
好きな色は「ラベンダー」。公私ともに青系の衣装を好む。
好きな食べ物はお菓子全般が好きで、特にチョコレート、ドーナツが好きである。パンも好きである。
麺をすすることが決して嫌いなわけではないが苦手である。
口癖は「めっそうもない」。

## 出演作品

### アダルトビデオ

#### 「茅ヶ崎ありす」名義
2007年
- Tokyo 流儀 35（3月2日、プレステージ）
- ウリをはじめた制服少女 45 新宿・ウリ少女（3月23日、プレステージ）
- 首都圏 援交 12（4月1日、プレステージ）
- 東京交尾天国 act.16（4月6日、無敵屋）
- 高貴美少女学園 3（4月11日、プレステージ）
- I♥SWIM 01（4月11日、プレステージ）
- kawaii* girl 06（4月25日、kawaii*）
- Let’s 読モ☆スタイル 3（4月30日、ゴリラプロジェクト）※レンタル作品
- 宇宙的美少女登場! 06（5月11日、ZeTToN）
- BUKATSU after 援交 バスケ部員（5月23日、S.P.STAR）
- 素人生汁娘 東京サポ 39 Aちゃん（6月1日、プレステージ）
- 彼ちんシリーズ カップル対抗!! 彼氏のチンチン 早当て対決!!（6月13日、はじめ企画）
- only one #5 一度限りのAV体験 5（6月22日、メディアバンク）
- ホ別@4。 2（6月22日、Ops!）
- 特選!!S級素人ギャルコレクション 5（6月29日、BAZOOKA）※レンタル作品
- 生中出しオネギャル 3（6月29日、BAZOOKA）※レンタル作品
- Garret 1（7月26日、イー・マーケティング）※レンタル作品
- 生中出しオネギャル4時間 2（7月20日、BAZOOKA）
- SHIBUYA.JK（7月25日、ブリット）
- 素人ギャルをナンパして無理矢理中出ししちゃいました（7月27日、おかず。）
- 特選!!S級素人ギャルコレクション 4時間 3（7月27日、BAZOOKA）
- 夏!痴漢バス 〜それぞれの屈辱〜（8月3日、TMA）
- 制服美少女（8月3日、シャッフル）
- オーバーニー×ミニスカ 絶対領域 06（8月10日、ケートライブ）
- 人妻道（8月23日、Ops!）
- 怒り手コキ 1 フェラand足コキ（8月25日、しのだプロジェクト）
- 「ワザと看護師にせんずりを見せつけたらヤられるか?」 VOL.1（9月6日、DANDY）
- Greasy Hands Vol.30（9月10日、テイクワン）
- 女子校生裏バイブル 2（9月21日、night mission）
- 素人ギャルズ［LEVEL A］ Ver.25（9月28日、EROTICA）※レンタル作品
- 「みるみる出張が好きになる!これがグ○ーンアテンダントにヌかせるテクニック10箇条」（10月4日、DANDY）
- 悶絶オナニー 電動按摩器 トランス（10月13日、マルクス兄弟）
- 縞パン・ニーソックス 4時間（10月19日、TMA）
- 女監督ハルナの素人レズナンパ 21 友達同士で全裸ベロちゅ〜 イキまくり体験 2（10月20日、ピーターズ）
- THE GIRL CHAMPLOO 2（10月30日、冒険ゴリラ）※レンタル作品
- 遠恋中 女子校生の超エッチな語りかけ 自画撮りオナニーレター（11月1日、スティルワークス）
- 桃組淫行少女隊（11月7日、桃太郎映像出版）
- 渋谷某有名ギャル服ショップ店員のセクハラ健康診断!（11月8日、GARCON）
- 陵辱母娘 娘の前で犯されて…（11月22日、ヒビノ）
- 美人女子大生合コン 待ち合わせ場所に行ったら…… 全員キモメン …だった挙句、なぜか王様ゲームをやるハメに（涙）。（11月23日、アップス）
- ガチハメ!（12月7日、桃太郎映像出版）
- ぬるまんオナニー（12月7日、PINK DOLL）
- 禁断の異母姉妹（12月7日、アウダースジャパン）
- DOKIレズ 17（12月7日、アウダースジャパン）
- ウエオナ! 2（12月14日、アマチュアバンク）
- ソフト・オン・デマンド調査隊 父（汁男優）娘（AV女優）はセックス出来るのか!?（12月20日、SODクリエイト）
- ボクらの秘技伝授 俺だけのテクニック全国版（12月20日、SODクリエイト）
- 避妊具メーカーS開発部長からの投稿 コンドーム会社のHな裏バイト（12月25日、レッド）

2008年
- コンビニで立ち読みや買い物しながら他人にバレないよう羞恥露出FUCK（1月5日、ディープス）
- さようなら素敵な女の子 2（1月12日、あけぼの映像）
- メイド喫茶バイト面接中に猥褻強姦（1月19日、ラハイナ東海）
- Premiere JK VOL.06（1月21日、姦姦倶楽部）※レンタル作品
- 全国女子校生ファイル 〜危険なシチュエーション〜（1月25日、宇宙企画）
- 彼女のカノジョと* 27（1月25日、ゴーゴーズ）
- 逮捕された歯科医師の映像コレクション 歯科医師昏睡レイプ事件映像（1月25日、レッド）
- 子供を有名私立●稚園に通わせている　セレブな美人園●ママはどうすればラブホに連れ込めるのか? Part.3（1月26日、ラハイナ東海）
- 定時制高等学校 新任教師無差別強姦事件（1月26日、ラハイナ東海）
- 痴女エステサロン 桃色フルサービス（1月26日、ラハイナ東海）
- ありすの性交（1月26日、Maharaja）
- 魅惑のエステサロン 8（2月2日、ラハイナ東海）
- Smoking Girls（2月8日、TMA）
- O府警捜査2課マンガ喫茶連続強姦事件 実録！マンガ喫茶連続強姦事件映像（2月25日、レッド）
- G県O村 農家のKさん（42）怒りの投稿 野菜無人販売所 泥棒していく女たち（2月25日、レッド）
- Suite Room 情事に溺れる美人妻 4時間（3月1日、ワンズファクトリー）
- 美しきマダムのセレブリティ アナルレズエステ VOL.1（3月8日、ラハイナ東海）
- G県I市M病院隔離病棟 報道されない事件映像 監視カメラがとらえた!患者Aの看護婦強姦映像（3月25日、レッド）
- 極悪クレーマーK氏からの投稿第2弾! 薬局にクレーム 身体で誠意を見せる薬剤師たち（3月25日、レッド）
- 極悪クレーマーK氏からの投稿 飲食店クレーム 身体で誠意を見せる店員たち（4月25日、レッド）
- 大手進学塾K 人気講師Yから投稿 わいせつ塾講師のおいしい実態映像（4月25日、レッド）
- ナマフィギア（4月25日、しのだプロジェクト）
- レオタードオフィス Vol.1（5月2日、RISING）
- 変態エクスタシーレポート VOL.1（5月2日、RISING）
- 人気アイドルバンドのチケット欲しさに身体を許す中高生たち（5月25日、レッド）
- さよなら冒険ゴリラ（6月30日、冒険ゴリラ）※レンタル作品
- 路上痴漢 4（7月4日、ナチュラルハイ）
- これで最後にしてください。（7月7日、アタッカーズ）
- ママが優しく包茎おむつ男に授乳手コキ（7月19日、ラハイナ東海）
- VIVA! 制服JKの尻ずり 2（7月25日、アロマ企画）
- ERO-KAWA TEEN GAL VOL.02（7月25日、プラネットプラス）
- 美脚で虐める最高の足コキ発射!（8月1日、ワンズファクトリー）
- 女子高生に見つめられながらシゴかれちゃう僕（8月8日、虎堂）
- 月刊 こんな女子校生がいたらスゴイ!! 学級崩壊ver.（8月8日、OFFICE K'S）
- 美脚×ローライズ短パン×露出デート（8月13日、マルクス兄弟）
- 美脚女子校生のニーハイへの性愛 プニプニの生脚を包むニーハイソックスにチ○ポ差し込んでそのまま発射（8月13日、アロマ企画）
- 不妊治療と偽ってあちこちの病院に通った男の記録 「精子検査の手助けして下さい!」ナースフェラコレクション（8月13日、カルマ）
- パチンコ店・不正した女性たちへの折檻映像（8月25日、レッド）
- キレイなお姉さん限定! 密室でボクのオナニー見せちゃいました!!（9月1日、V）
- 女子校生の危ないアルバイト（9月2日、School Very）
- 人妻羞恥マンション 隣の奥様達の目の前で…（9月4日、ヒビノ）
- 女子校生のWフェラチオ（9月5日、OFFICE K'S）
- 私立女子校水泳部スポーツマッサージ 盗撮（9月12日、I.B.WORKS）
- 大人の玩具メーカーN 内部関係者より投稿 大人の玩具メーカー求人面接盗撮（9月25日、レッド）
- 美脚ミニスカ 03（9月27日（レンタル）/10月17日（セル）、クリスタル映像）
- 手コキ美女 2 水着モデル集団手コキ（10月4日（レンタル）/11月7日（セル）、クリスタル映像）
- ママに内緒の性感マッサージ大作戦!! 其ノ参（10月11日、ラハイナ東海）
- 咥えっぱなしオナニ〜（10月11日、ラハイナ東海）
- ベロチュ〜接吻&乳首やアナル舐めで手コキ責め 2（10月13日、マルクス兄弟）
- お姉さんが犯してあげる 44（10月18日（レンタル）/11月21日（セル）、クリスタル映像）
- ママに内緒の性感マッサージ大作戦!! 女性専用エステティックサロン編 Part.2（10月18日、ラハイナ東海）
- 不良少女と義理の母（10月19日、アンナと花子）
- 密会 罪と罰 其ノ一（10月25日、ラハイナ東海）
- JKゴムとびパンチラ（10月25日、アロマ企画）
- 僕の妄想シリーズ 【ご奉仕メイドちゃんVer.】 ご主人様、手コキとフェラはどちらがお好きですか?（11月8日、ラハイナ東海）
- いいカラダと濃密なセックス（11月22日、dick）
- ウブなお姉さん カメラの前で初めてのフェラ（11月25日、しのだプロジェクト）
- ぎゃるなんぱイズム 〜消費者金融から借りちゃった女の子を狙い撃ち!〜（12月5日、GLAY'z）
- 魅惑のエステサロン 12（12月13日、ラハイナ東海）※撮り下ろし
- MOODYZファン感謝祭 バコバコバスツアー2009 〜爆乳女優22名の乱交天国!!〜（12月13日、MOODYZ）
- 親子どんぶりレイプ中出し強制レズショー（12月19日、CROSS）
- 突然、オナニーの道具にされちゃった僕…。（12月25日、アロマ企画）

2009年
- わけもわからず、いきなり、手コかれちゃった僕。HighSchool編（1月25日、アロマ企画）
- 名門幼稚園入学に纏わるお受験ママのHな裏取引 6（1月25日、レッド）
- ロケットおっぱい20人! マイクロビキニでドキッ! 巨乳だらけの水泳大会（2月5日、ROCKET）
- 盗撮! 芸能人が通うエステサロン 巨乳(編)（2月5日、ROCKET）
- GAL Bitch!（ギャルビッチ） ai&alice（2月6日、GLAY'z）
- 黒ギャル猥褻レズビアン盗撮（2月25日、ラハイナ東海）
- 東京不倫妻 ～中出しされた若妻達～（3月6日、GLAY'z）
- 混浴素股銭湯（3月19日、アキノリ）
- 快楽レズエステ 6（3月19日、アキノリ）
- 羞恥指令!! 恥ずかしい水着でAV撮影して下さい!（4月13日、MOODYZ）
- マスカキ女 LOVEスペルマ編（5月23日、プールクラブ・エンタテインメント）
- チュニック×ロングブーツ（Tunic×LongBoots）エロチシズム（5月25日、アロマ企画）
- 美少女のお下劣 マン穴ほじり（7月13日、アロマ企画）
- 突然背後から女子校生が運転中に手コキ（9月26日、ラハイナ東海）

2013年
- tokyo-hot n863 茅ヶ崎ありす東熱流汚物肛門強制お掃除人生初中出し作品

#### 「百合川さら」名義
2014年
- 性的に献身的な訪問介護士と…　百合川さら（2月7日、ドリームチケット）
- 日焼け跡 残るカラダ（2月13日、E-BODY）
- 温泉旅館で頼んだマッサージ師が若くて美人で超タイプ!サービス中に際どい箇所もモミモミするので自然と浴衣がはだけて勃起チ●ポが露出!ダメもとで本番交渉してみました! 3（2月14日、SCOOP）
- 温泉で卓球にあけくれる友達のお母さんと夜のチ●ポン対決 2（2月28日、SCOOP）
- 「『AVを見て興奮するわけないじゃん』と言って平然としていた姉が…僕が風呂に入っていると間違えたフリして入ってきた」 VOL.3（3月6日、DANDY）
- 密会人妻 1泊2日、発情旅行（3月7日、Be Free）
- 月刊 パンティストッキングマニア Vol.25 美脚パンティストッキング×本気オナニー（3月7日、OFFICE K'S）
- 妻失格 純不倫なオンナたち15人4時間（3月10日、ブリット）
- 隣の若妻さん（3月13日、溜池ゴロー）
- 大人気企単女優8名全員合体SP! 肉欲盛りのスーパー腰振り悶絶アクメ（3月19日、CROSS）
- 配属された部署は女子社員だけ! 黒パンストから透けて見えるパンチラで僕を誘い、勃起チ○ポをパンストずらしてこっそり挿入させてくれた!（3月20日、SWITCH）
- アソコをチ●コに擦りつけて誘惑してくる密着エステのスケベなお姉さん!（3月21日、OFFICE K'S）
- 素人ナンパ! 「アダルトビデオのレビューをお願いします!」 AV観せたらパンツを濡らしちゃった素人娘たちは簡単にヤれる!?（3月21日、OFFICE K'S）
- 超完璧BODYクビレ美巨乳 痴女大乱交スペシャル（3月25日、美）
- 素人娘ヘアヌードコレクション5時間（4月11日、S級素人）
- スペルマ中毒吸盤バキュームくちびる交尾（4月19日、CROSS）
- あの頃は優しい男子だったK君が… 20年ぶり同窓会の帰りにクラスメイトをレイプした非道同級生 「あの頃からキミとセックスしたくてたまらなかったんだよ」（4月19日、熟女はつらいよ）
- ラッキー☆スケベ ウソのような夢のエロハプニングの連続! 僕に巻き起こる世界一ラッキーでスケベな一日（4月24日、ATOM）
- 街でナンパした素人娘にオマ●コおっぴろげて見せてもらいました! 4時間（4月25日、S級素人）
- ウブな女子校生にお願いして「センズリ鑑賞」をしてもらったら大きくなっていくチ○ポに興味津々（5月1日、ACE KILLER）
- 挿入にあわせて激しくゆれるおっぱいと4時間も交尾。（5月9日、ドリームチケット）
- 手を使うな。　百合川さら（6月1日、山と空）
- LET’S GO!（6月3日、プレステージ）
- 朝から指ズボ!! まだまだ物足りない母の二本挿しオナニー 30人4時間 （6月7日、VENUS）
- ボクのクレームを聞きに来た女が、「何でもします」と言うので文句をつけて勃起したチ○コでやりたい放題ヤッてやった。 10（6月11日、DOC）
- ケツ穴めくれ返り悶絶交尾！極太ブッ込みドテクリ肉ド拡張アクメ！ぬるぬるオメ肉超ナマ中出し！激ヤバ全盛り（6月19日、CROSS）
- VENUS 5周年記念特別作品　禁断母子相姦100連発!!8時間2枚組（6月19日、VENUS）
- 輪姦専用 闇サイト 集団レイプ ③（6月20日、MAD）
- 旦那のいない白昼! 主婦連続強姦事件の約三分の一は被害者の自宅で起きている!! PART3 媚薬編（6月25日、グローバルメディアエンタテインメント）
- -壮絶大乱交-ハメ狂いカーニバル8時間スペシャル（6月25日、美）
- 共同便所で一緒になった男に声かけて即ズボするOLたち（7月1日、藪スタイル）
- 若妻の匂い それから…　さら（7月5日、光夜蝶）
- 堕ちた人妻女教師 〜恥辱の輪姦補講実習〜　百合川さら（7月7日、マドンナ）
- ナンパ連れ込み素人妻 ガチで盗撮無断で発売 4（7月25日、ビッグモーカル）
- 平成NANPAジゴロ!!!③　 東新宿界隈でセレブ系巨乳奥様GET!! 問答無用の生中出し!!!（7月25日、GIGOLO）
- 姉を犯す弟による姉弟相姦SEX隠し撮り投稿映（8月1日、sister）
- 先輩と後輩 真夜中オフィスの純愛ねっとり唾液交換レズビアン（8月19日、ヴィーナス）
- 街撮り即交渉で着衣セックス! お昼休みの美人素人 歯科衛生士ナンパ 2 あなたの街で噂の看板娘特集! 隠れ巨乳編（8月21日、ディープス）
- 素人娘に見せつけ！センズリ鑑賞（9月5日、映天）
- 姉夜這い中出し盗撮レイプ（9月5日、S-CRIME）
- 激熱女達の、激熱カラミ集 8時間（9月5日、ドリームチケット）
- あの娘ぼくらの濃いザーメンどんな顔して飲むんだろう。（9月5日、ドリームチケット）
- パンツを見せつけるメンズエステ（9月6日、アイエナジー）
- 爆乳限定！ハメ狂い激振騎乗位8時間！（9月7日、BeFree）
- 近親相姦中出しソープ 初めての熟女風俗、指名したら母ちゃんだった　 百合川さら（9月19日、ヴィーナス）
- 美巨乳お姉さんに昇天するまで犯されたい8時間（9月25日、美）
- 自主映画のモニターとだまして、素人の人妻にAV鑑賞させて中出ししちゃいました。 知らずに媚薬を飲まされて悶々としてしまった若妻たち（9月25日、ビッグモーカル）
- 効果絶大!! 利尿効果のある媚薬をお茶とお菓子に巧みに仕込まれ異常にもよおす尿意に、我慢出来ずに放射状おもらしの大醜態っ!! 美人モデル豹変のアクメ失禁オイルマッサージ（9月30日（レンタル）/10月10日（セル）、LEO）
- 個室AV鑑賞モニターで、一般男性と2人きり。 AVにドキドキしはじめた若妻は、火照った身体を我慢できなくなり…（10月1日、ACE KILLER）
- サエない僕を不憫に思った義理の姉に「擦りつけるだけだよ」という約束で素股してもらっていたら互いに気持ち良すぎてマ○コはグッショリ!でヌルっと生挿入! 「え!?入ってる?」でもどうにも止まらなくて中出し!（10月9日、アイエナジー）
- バック激突き！イキ反りBODY 50人8時間（10月13日、E-BODY）
- レズ奴隷 VOL.11 壊心快落（かいしんかいらく）・崩れ落ちるインテリで傲慢な女社長の威厳（10月23日、ディープス）
- 毎朝夫の出勤前にフェラ抜きしているおしゃぶり好きな欲求不満妻は目が合った男のチ○ポもしゃぶらずにはいられない!（11月1日、MAGIC）
- ゲスの極み映像 4人目（11月1日、フルセイル）
- 女教師の匂い　さら先生 27歳（11月7日、光夜蝶）
- 僕のヨダレを吸いあげる接吻啜りとザーメン搾り（11月7日、ドリームチケット）
- 誘う人妻たち8時間（11月13日、溜池ゴロー）
- 淫らな責め好きお姉さんの美脚ストッキング本番8時間（11月25日、美）
- 淫女お姉さんが咥えるイヤラしいフェラチオ8時間（11月25日、美）
- 例によって愛撫でイッちゃった僕のダメち●ぽをいつものように優しくお掃除&ゴックンするふりしながら丁寧におしゃぶりし続けて発射後もず〜っと勃ちっぱなしのチ●ポをそのまま挿入してマ●コで2発目を搾りとる連チャン精飲SEX（12月5日、ワープエンタテインメント）
- 弟を溺愛する姉の異常性交（12月5日、sister）
- ビジネスホテルのマッサージ師の胸チラで股間が反応してしまった俺 4（12月6日、AKNR）
- S級熟女メーカーVENUS 2014年下半期 96タイトル全発射4時間（12月19日、VENUS）

2017年
- 濡れてテカってピッタリ密着 神スク水8（1月19日、親父の個撮）
- 神パンスト（12月21日、親父の個撮）

2020年
- 濡れてテカってピッタリ密着 神競泳水着（3月12日、親父の個撮）
- 神メガネOL（12月24日、親父の個撮）

2024年
- 姉御の個撮 神レズ競泳水着 百合川さら×監督神納花（2月8日、親父の個撮）

#### その他名義
2007年
- セレブ妻不倫リポート VOL.7（5月11日、鬼丸）※「茅ヶ崎彩夏」名義
- 若妻エプロン（5月15日、フリービジョン）※「茅ヶ崎ありさ(21才)」名義 他出演:栗原まや(21才)(栗原まあや)
- 極カワ素人 04（5月19日、イーミューズ）※レンタル作品、「URUMI」名義 他出演:MARI(並樹ゆりあ)・KEI

2008年
- サツエイ ソザイ 2（12月19日、ゴーゴーズ）※「ありさ」名義 他出演:あき・きょうこ

2009年
- ウブで巨乳な彼女が彼氏の目の前で羞恥心の限界に挑む 素人カップル対抗!巨乳野球拳 2 新春SP 〜私もう脱げません(泣)で、脱ぐより恥ずかしいエロ罰ゲーム〜（1月8日、ROCKET）※「あいこ」名義

2016年
- 夫公認不倫で寝取られる妻 ～旦那に見られながら他人の肉棒に犯され汚される美人妻～（8月10日、ブリット）※「森山あずみ26歳」名義 他出演:柴田みさき24歳・田城かおり22歳・山田いおり24歳

2017年
- 夫公認不倫で寝取られる妻 旦那に見られながら他人の肉棒に犯され汚される美人妻 4時間（3月10日、ブリット）※「森山夫人26歳」名義 他出演:柴田夫人24歳・鈴木夫人24歳・喜多山夫人28歳・浜口夫人26歳・林田夫人20歳・田城夫人22歳・山田夫人24歳・平山夫人27歳・宮内夫人26歳・小泉夫人26歳・松川夫人24歳